# トゥルーデリーズ・レオンハルト
トゥルーデリーズ・レオンハルト（Trudelies Leonhardt, 1931年5月30日 - ）は、オランダのピアニスト。兄グスタフも高名な鍵盤楽器奏者。
ラーレンの出身。ヨハネス・レントヘンにピアノの手ほどきを受け、アムステルダム音楽院でネリー・ワーヘナールに師事してエリザベス・エヴァーツ賞とコンセルトヘボウ友情リングを授与された。その後パリ音楽院でマルグリット・ロンとイヴ・ナットの薫陶を受けた。アムステルダム・コンセルトヘボウ管弦楽団、チューリヒ・トーンハレ管弦楽団、ローザンヌ室内管弦楽団やロンドン・モーツァルト・プレイヤーズ等と共演して成功をおさめたが、1970年代より古楽器による演奏に傾注するようになった。